# 平成細雪
『平成細雪』（へいせいささめゆき）は、NHK BSプレミアムの「プレミアムドラマ」枠にて2018年1月7日から1月28日まで放送されたテレビドラマ。全4回。主演は中山美穂。
谷崎潤一郎の小説『細雪』の6度目のドラマ化で、1983年公開の映画『細雪』（市川崑監督）以来35年ぶりの映像化となる。蓬莱竜太の脚本により、時代設定を平成に置き換え、バブル崩壊後を生きる女性たちの物語として描く。
NHK総合にて2018年2月20日（19日深夜）と21日（20日深夜）の2夜にわたって再放送された。
NHK BSプレミアムドラマにて、2025年3月9日より再放送された。

## 登場人物

### 主要人物
蒔岡 鶴子
演 - 中山美穂
蒔岡家の長女。通称、いとはん。
高校生の時に亡くなった母から大阪・船場に先祖代々続く蒔岡本家を託され、御料さんとして一家を背負って生きる。
蒔岡 幸子
演 - 高岡早紀
蒔岡家の次女。通称、中あんちゃん。
芦屋の蒔岡分家に婿養子の夫・貞之助と一女・悦子とともに暮らす。
蒔岡 雪子
演 - 伊藤歩
蒔岡家の三女。通称、きあん（雪姉）ちゃん。
芦屋の蒔岡分家に暮らし、姉夫婦たちから結婚を望まれて見合いを重ねる。
蒔岡 妙子
演 - 中村ゆり
蒔岡家の四女。通称、こいさん。
好奇心旺盛で、姉3人とは異なり美術大学を卒業。駆け落ち事件を起こした後本家から分家へ移り、西宮市・夙川にてデザイン工房を営む。
奥畑 啓三
演 - 福士誠治
大阪・船場の貴金属商・奥畑貴金属の三男。通称、啓坊（けいぼん）。
妙子の幼馴染で、駆け落ち相手。
板倉 潤一
演 - 柄本佑
写真家。写真スタジオ店主。奥畑家の元運転手。
蒔岡 辰雄
演 - 甲本雅裕
蒔岡本家の婿養子。鶴子の夫。大手銀行・三帝銀行の融資部長。
蒔岡 貞之助
演 - 神尾佑
蒔岡分家の婿養子。幸子の夫。一流商社・大藤物産の営業次長。

### その他
井谷 律子
演 - 濱田マリ
神戸でサロン・ド・井谷を営む。お見合い世話人歴20年。
山下 君枝
演 - 尾上紫
蒔岡本家の家政婦。
小泉 春海
演 - 蔵下穂波
蒔岡分家の家政婦。
蒔岡 悦子
演 - 古野本二葉
幸子の娘。

### ゲスト
第一話
瀬越 徹
演 - 水橋研二
雪子の19回目の見合い相手。外資系企業・MB化学工業社員。
蒔岡 吉次郎
演 - 長塚京三
蒔岡家の先代当主。四姉妹の父。大手アパレルメーカー・マキオカグループ総帥。
香西 平三
演 - 螢雪次朗
マキオカグループ秘書課長。

第二話
野村 博実
演 - 松尾スズキ
雪子の20回目の見合い相手。国立大阪水産大学助教授。マグロ養殖の研究者。

第三話
橋寺 誠
演 - 石黒賢
雪子の21回目の見合い相手。製薬会社・摂津薬品工業の専務。
丹生夫人
演 - 熊谷真実
橋寺の姉。
橋寺 静香
演 - 藤井武美
橋寺の娘。高校3年生。
蒔岡 松子
演 - 宮本真希
四姉妹の母。

最終話
御牧 久麿
演 - ムロツヨシ
雪子の22回目の見合い相手。大手広告代理店・電博堂大阪支社のクリエティブ・ディレクター。旧子爵家の次男。

## スタッフ
- 原作 - 谷崎潤一郎『細雪』
- 脚本 - 蓬莱竜太
- 音楽 - 稲本響
- エンディングテーマ - Franci「G線上のアリア」
- プロデューサー - 川崎直子
- 制作統括 - 嘉悦登、伊藤純、石﨑宏哉
- 演出 - 源孝志（オッティモ）
- 制作 - NHK[要出典]、NHKエンタープライズ
- 制作・著作 - NHK、オッティモ

## 放送日程
| 放送回 | 放送日  | ラテ欄                                         |
| ------ | ------- | ---------------------------------------------- |
| 第一話 | 1月07日 | 美人四姉妹の愛と涙 原作・谷崎純一郎            |
| 第二話 | 1月14日 | 第2話・美人姉妹の婚活!                         |
| 第三話 | 1月21日 | 第3話・響子、完璧な男に会う 妙子を巡り男は戦う |
| 最終話 | 1月28日 | 結婚に意味あるんですか?                        |

## 関連商品
DVD
- 平成細雪（2018年6月22日、NHKエンタープライズ、NSDS-23056）